# Boy in Detention
Boy in Detention ist das vierte Mixtape des US-amerikanischen Musikers Chris Brown. Es erschien am 4. August 2011 und ist seitdem ausschließlich als Download erhältlich.

## Hintergrund
Das Mixtape erschien am 4. August 2011 und ist ausschließlich als Download erhältlich. Es diente überwiegend der Promotion von Browns fünftem Studioalbum Fortune, welches im März 2012 veröffentlicht werden soll. Das Lied Strip mit Kevin McCall, welches auf diesem Mixtape vorhanden ist, diente als erste Singleauskopplung dieses Albums.

## Titelliste
Quelle
| #   | Titel                                                                         | Produktion            | Länge |
| --- | ----------------------------------------------------------------------------- | --------------------- | ----- |
| 1.  | First 48                                                                      | Jukebox               | 2:36  |
| 2.  | Crazy                                                                         | David Banner          | 2:29  |
| 3.  | Freaky I’m Iz (feat. Kevin McCall, Diesel & Swizz Beatz)                      | Kevin McCall          | 3:49  |
| 4.  | Body on Mine (feat. Seven)                                                    | Infinity              | 2:11  |
| 5.  | Spend It All (feat. Seven & Kevin McCall)                                     | Info                  | 3:33  |
| 6.  | Private Dancer (feat. Seven & Kevin McCall)                                   | Cornelio Austin       | 3:27  |
| 7.  | 100 Bottles (feat. Seven)                                                     | DJ Chuckie            | 2:45  |
| 8.  | Leave the Club (feat. Joelle James)                                           | J.U.S.T.I.C.E. League | 3:38  |
| 9.  | Real Hip Hop #4 (feat. Kevin McCall)                                          | 9th Wonder            | 2:49  |
| 10. | Your Body                                                                     | Hudson Mohawke        | 3:13  |
| 11. | Ladies Love Me (feat. Justin Bieber)                                          | David Banner          | 2:35  |
| 12. | Real Hip Hop #3                                                               | 9th Wonder            | 2:24  |
| 13. | Real Hip Hop (feat. Kevin McCall)                                             | 9th Wonder            | 2:13  |
| 14. | Snapbacks Back (feat. Tyga)                                                   | Mike Will             | 3:33  |
| 15. | The Best Yo                                                                   | Beat Syndicate        | 3:46  |
| 16. | Marvin’s Room (Remix) (feat. J Valentine, Dawn Richard, Seven & Kevin McCall) | Ryan M. Tedder        | 4:32  |
| 17. | 100% (feat. Kevin McCall)                                                     | Kevin McCall          | 3:06  |
| 18. | Last                                                                          | No I.D.               | 3:18  |
| 19. | Sweetheart                                                                    | Kevin McCall          | 4:17  |
| 20. | Strip (feat. Kevin McCall)                                                    | Tha Bizness           | 2:49  |
| 21. | Yoko (feat. Berner, Wiz Khalifa & Big K.R.I.T.)                               | Big K.R.I.T.          | 3:52  |

## Rezeption
Das Mixtape bekam gute Kritiken. Trent Fitzgerald bezeichnete es zum Beispiel als „phänomenal“. Man könnte problemlos auf die Idee kommen, dass Brown eigentlich Rapper sei. Jada Gomez-Lacayo, Rezensentin einer Internetwebsite, schrieb, dass Brown mit diesem Mixtape „eindeutig unter Beweis stellt, das schwarze Schaf der Popmusik“ zu sein. Überraschenderweise wäre ihm das Rappen einigermaßen gut gelungen. Zudem war sie der Meinung, dass Brown mit seiner Veröffentlichung ausprobiert, in allen drei Kategorien (Sänger, Rapper, Schauspieler) eine „Gefahr“ darzustellen. Abgesehen vom Mangel an Inhalten lässt sich feststellen, dass er in allem gar nicht so übel ist.